# Resolució 1306 del Consell de Seguretat de les Nacions Unides
La Resolució 1306 del Consell de Seguretat de les Nacions Unides fou adoptada el 5 de juliol de 2000. Després de recordar totes les resolucions anteriors sobre la situació a Sierra Leone, en particular les resolucions 1132 (1997), 1171 (1998) i 1299 (2000), el Consell va decidir prohibir la importació directa o indirecta de diamants en brut del país. El rebel Front Revolucionari Unit controlava el 90% de les zones productores de diamants a Sierra Leone i utilitzava els diamants per finançar les seves operacions.
La resolució 1306 va ser aprovada per 14 vots contra cap i una abstenció de Mali, que a la vegada era també president de la Comunitat Econòmica dels Estats de l'Àfrica Occidental (ECOWAS) i havia sentit la seva posició no es va tenir en compte en el text de la resolució.

## Resolució
La resolució, promulgada en virtut del Capítol VII de la Carta de les Nacions Unides, es va dividir en dues parts per tractar les sancions sobre diamants i l'embargament d'armes al país (però no al govern) a què es refereix la Resolució 1171.

### Sobre els diamants

#### Observacions
El comerç de diamants il·legals alimentava el conflicte a Sierra Leone, i hi havia preocupació pel trànsit cap als països veïns, particularment Libèria. El Consell acollia amb satisfacció els esforços de la indústria del diamant per treballar en un sistema de comerç de diamants més transparent. Va reafirmar que el comerç de diamants legítims era d'importància econòmica per a molts països que tenia un impacte positiu en la prosperitat i l'estabilitat. Amb aquesta finalitat, la resolució no tenia com a objectiu minar la indústria, va declarar el Consell. L'ECOWAS havia decidit dur a terme un estudi regional sobre el comerç il·legal de diamants.

#### Actes
El Consell va decidir prohibir la importació directa o indirecta de tots els diamants en brut des de Sierra Leone als seus territori durant un període inicial de 18 mesos. Es va demanar al govern de Sierra Leone, amb l'assistència de la comunitat internacional i les organitzacions, d'establir immediatament un règim de certificat d'origen. Els diamants sota el control del govern van ser exclosos de les prohibicions. Les mesures seran revisades abans del 15 de setembre de 2000 i cada sis mesos a partir de llavors.
El Comitè establert en la Resolució 1132 va reunir informació sobre les mesures preses pels països per implementar la prohibició d'importació de diamants, violacions en la investigació i formular recomanacions sobre la millora del règim de sancions. Es va instruir a tots els països i organitzacions que respectessin estrictament les mesures. També es va demanar que cooperessin amb comissions similars establertes a la Resolució 985 (1995) sobre Libèria i la Resolució 864 (1993) sobre Angola. Mentrestant, el Comitè també va ser convidat a realitzar una audiència exploratòria a la ciutat de Nova York el 31 de juliol de 2000 per avaluar el paper dels diamants a la Guerra Civil de Sierra Leone.
Finalment, el Consell va acollir amb beneplàcit els esforços realitzats per alguns elements de la indústria del diamant per no comerciar diamants a les zones de conflicte i va destacar la necessitat de l'extensió de l'autoritat governamental en àrees que produïen diamants per a una solució duradora a l'explotació de diamants il·legals.

### Sobre l'embargament d'armes

#### Observacions
La resolució va subratllar que era important que les mesures relacionades amb l'embargament d'armes de la resolució 1171 s'hagin implementat de manera eficaç amb el compliment de tots els estats. L'ECOWAS havia adoptat una moratòria imposada a la importació, exportació i fabricació d'armes lleugeres a l'Àfrica Occidental.

#### Actes
Es va recordar a tots els països les seves obligacions en virtut de l'embargament i se'ls va demanar que n'informessin de les violacions al Comitè del Consell de Seguretat. Es va demanar al secretari general Kofi Annan que creés un panell de no més de cinc membres per un període de quatre mesos per investigar les violacions de les mesures imposades a la resolució 1171 (també era en vigor una prohibició de viatjar) i formulés recomanacions sobre l'efectivitat del control aeri amb la finalitat de detectar els vols aeris sospitosos de transportar armes i material relacionat en violació de les resolucions. També es va demanar que investigués vincles entre el sector del diamant i el comerç d'armes.
La resolució va concloure dirigint-se al Comitè per millorar els contactes amb l'ECOWAS, l'Organització de la Unitat Africana i organitzacions internacionals com Interpol amb la finalitat de divulgar les seves troballes a través dels mitjans adequats.